# Taka (Hyōgo)
Pour les articles homonymes, voir Taka (homonymie).
Taka (多可町, Taka-chō) est un bourg du district de Taka, dans la préfecture de Hyōgo, au Japon.

## Géographie

### Démographie
Au 1er octobre 2014, la population de Taka s'élevait à 21 757 habitants répartis sur une superficie de 185,15 km2.

### Topographie
Le mont Sen se trouve sur le territoire de Taka.

## Histoire
La création de Taka date de 2005. Elle résulte de la fusion des anciens bourgs de Kami, Naka et Yachiyo.